# Dumoine Algonkini
Dumoine Algonkini (Kiwegoma Anishnabeg), jedna od skupina pravih Algonquina, koji su obitavali na jezeru i rijeci Dumoine, pritoci Ottawe u kanadskoj provinciji Ontario. Potomci ove bande danas čine dio bande Wolf Lake (Hunter's Point). Ben McKenzie, pripadnik Dumoine Algonkina, bio je informant antropologu i etnologu Frank Gouldsmith Specku.